# Сангари (Јужна Каролина)
Сангари (енгл. Sangaree) насељено је место без административног статуса у америчкој савезној држави Јужна Каролина.

## Демографија
По попису из 2010. године број становника је 8.220.
| Група             | 2000.    | 2010.         |
| Белци             | 0 (0,0%) | 5.543 (67,4%) |
| Афроамериканци    | 0 (0,0%) | 1.937 (23,6%) |
| Азијати           | 0 (0,0%) | 88 (1,1%)     |
| Хиспаноамериканци | 0 (0,0%) | 398 (4,8%)    |
| Укупно            | 0        | 8.220         |